# Haris Tabaković
Haris Tabaković (Grenchen, Solothurn kanton, 1994. június 20. –) bosnyák származású svájci labdarúgó, a Borussia Mönchengladbach játékosa kölcsönben a Hoffenheim csapatától.

## Pályafutása

### Klubcsapatokban
Haris Tabakovic Svájcban született, de svájci és bosnyák állampolgársággal is rendelkezik. Pályafutását a Young Boys ifjúsági csapatában kezdte, a 2012–2013-as idényben, mindössze 18 éves korában mutatkozott be a svájci élvonalban. 2014. január 6-án kölcsönbe a másodosztályú FC Wil-hez került.  2016 januárjában a Grasshoppershez szerződött. 2017. augusztus 2-án igazolta le a Debreceni VSC. A 2018-2019-es szezonban húsz bajnoki mérkőzésen tizenkét gólt szerzett, ezzel csapata legeredményesebb játékosa volt az idényben. 2018 júliusában egy felkészülési mérkőzésen súlyos térdsérülést szenvedett. A 2018-2019-es szezonban egyetlen mérkőzésen sem tudott pályára lépni, lejáró szerződését a DVSC nem hosszabbította meg az idény végén. 2019 júliusában a Diósgyőri VTK szerződtette. A 2019-2020-as szezonban húsz bajnokin lépett pályára a miskolci csapat színeiben és két gólt szerzett. 2020. augusztus 3-án közös megegyezéssel felbontotta szerződését a klubbal. A következő szezont megelőzően aláírt az osztrák Austria Lustenauhoz. Az osztrák másodosztályban 23 mérkőzésen 18 gólt szerzett és ő lett a bajnokság gólkirálya. 2022 márciusában jelentették be, hogy a következő szezontól az Austria Wien csapatába igazolt. A bécsi lila-fehér csapat színeiben a 2022-2023-as szezonban 28 Bundesliga-mérkőzésen 17 gólt szerzett, ezzel Guido Burgstaller mögött második lett az osztrák élvonal góllövő listáján. 2023 augusztusában Németországba igazolt, ahol a másodosztályú Hertha BSC játékosa lett, amellyel 2026-ig szóló szerződést írt alá. 2024. augusztus 23-án a Hoffenheim szerződtette. Tabaković a berlini klub színeiben a 2. Bundesliga társgólkirálya lett, 34 mérkőzésen szerzett 22 góllal (Robert Glatzel (Hamburg) és Hrisztosz Colisz (Düsseldorf) ugyanennyi találatot jegyzett az idény során). 2024. augusztus 23-án az élvonalbeli Hoffenheim igazolta le, sajtóhírek szerint 5 millió euróért cserébe. 2025 július középán kölcsönbe került a Borussia Mönchengladbach csapatához.

### A válogatottban
A svájci U21-es utánpótlás válogatottban 15 találkozón hat gólig jutott. 2023 októberében úgy döntött, hogy Bosznia-Hercegovinát fogja felnőtt szinten képviselni. 2023 novemberében a Nemzetközi Labdarúgó-szövetség jóváhagyta kérését, hogy sportállampolgárságát svájciról bosnyákra változtassa. A hónap elején megkapta első behívóját a válogatottba Luxemburg és a Szlovákia elleni 2024-es labdarúgó-Európa-bajnokság selejtező mérkőzéseire. November 16-án Luxemburg ellen mutatkozott be a nemzeti csapatban.

## Sikerei, díjai

### Klub
- Austria Lustenau
  - 2. Liga: 2021–22

### Egyéni
- Az osztrák 2. Liga gólkirálya: 2021–22
- A Bundesliga 2 társgólkirálya: 2023–24